# Pasta arrabbiata

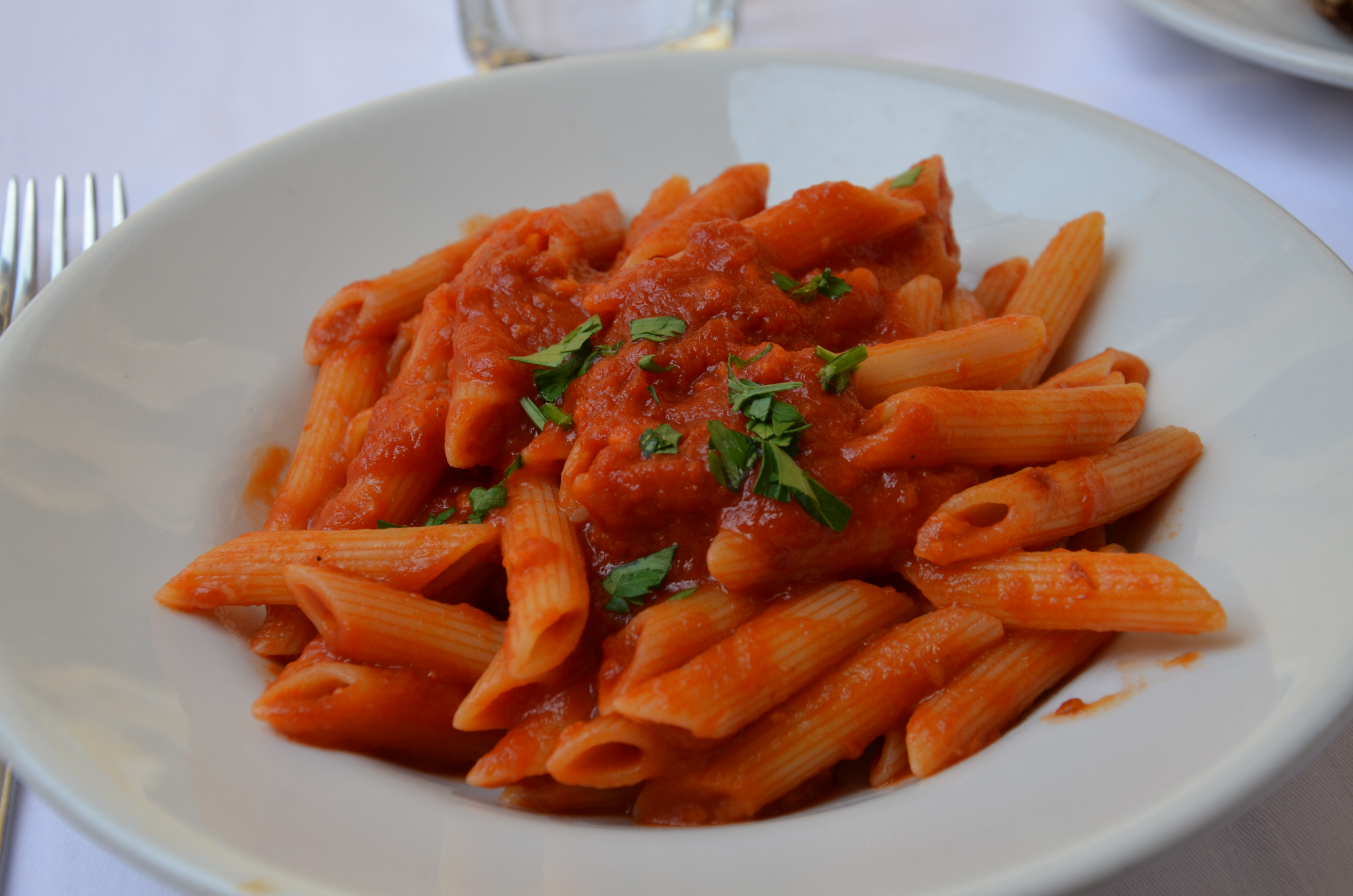
Pastapennor med arrabbiatasås

Pasta arrabbiata är en kryddig vegetarisk pastarätt gjord av bland annat vitlök, tomater, persilja och chili som tillagas i olivolja. Namnet på maträtten syftar på hettan från chilipepparn. "Arrabbiata" betyder ordagrant "arg" på italienska. 